# König-Ludwig-Denkmal

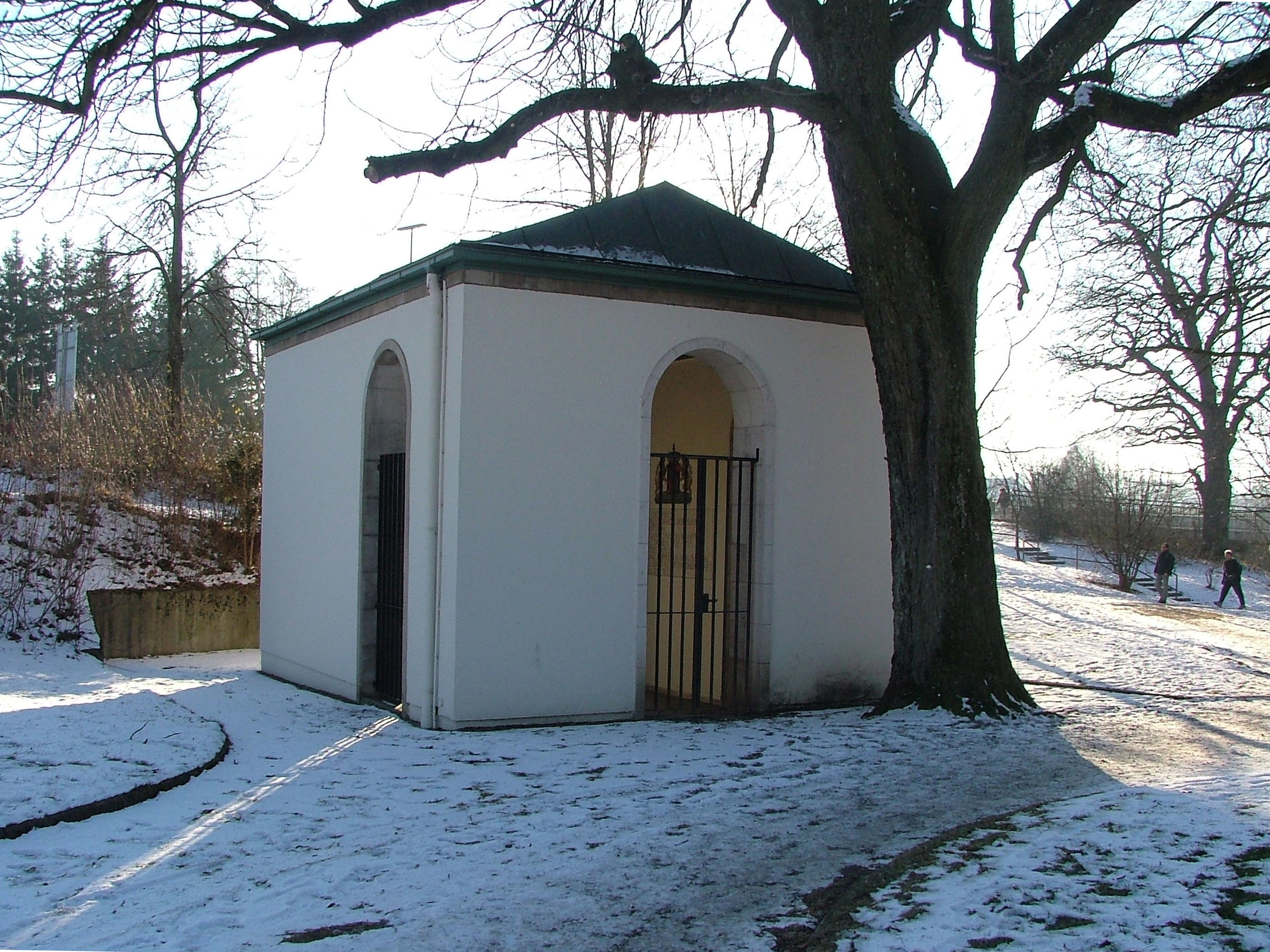
König-Ludwig-Denkmal in Kempten

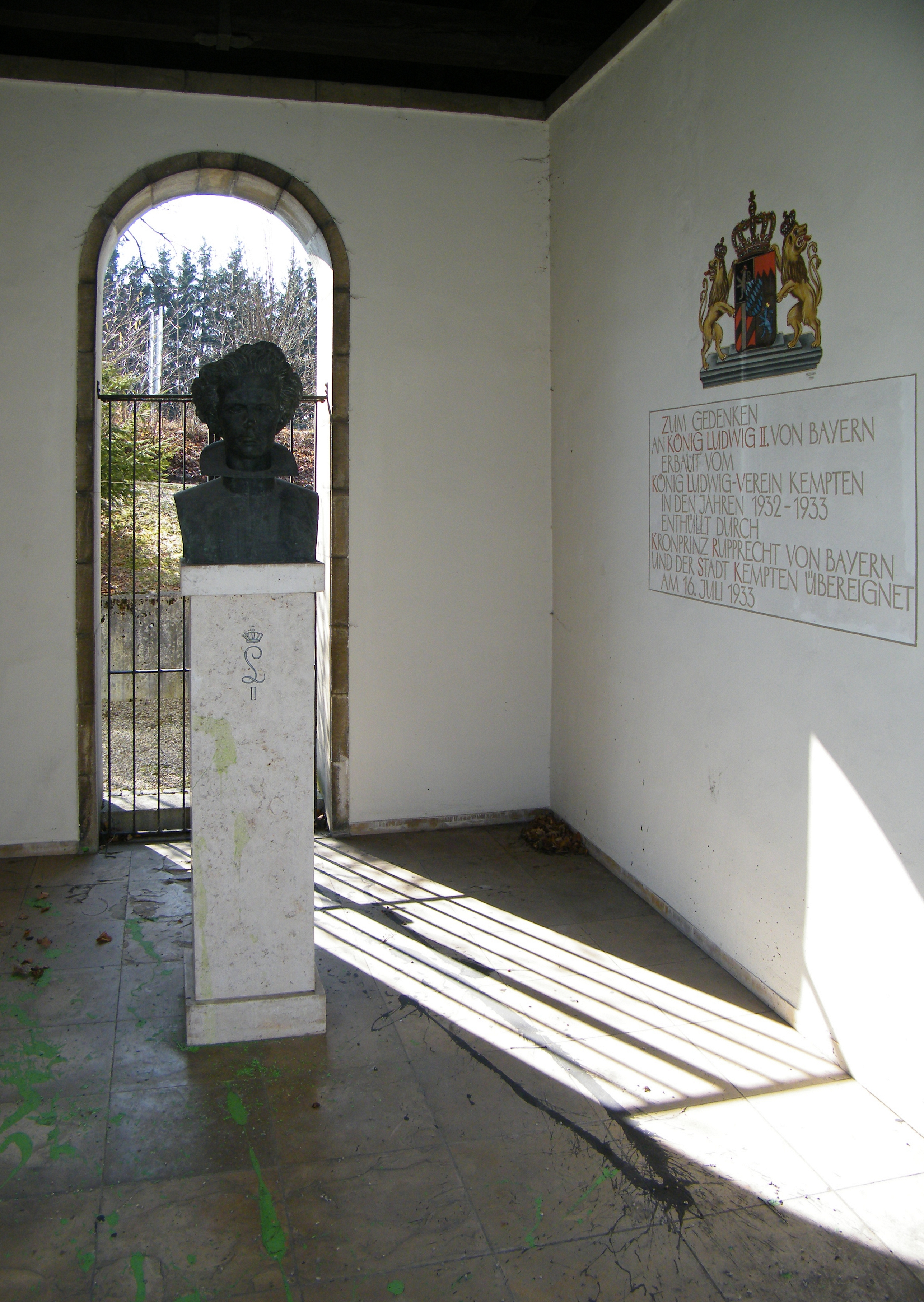
Büste im König-Ludwig-Denkmal

Das König-Ludwig-Denkmal in Kempten (Allgäu) besteht aus einem kleinen tempelartigen Bau mit der Bronzebüste des Königs Ludwig II. von Bayern. Das 1933 enthüllte Denkmal befindet sich auf der rechten Seite über der Iller in der Nähe der König-Ludwig-Brücke in einer kleinen Grünanlage.

## Geschichte
Das König-Ludwig-Denkmal war 1933 das erste Denkmal für den König, das nach dem Ende der Bayerischen Monarchie enthüllt wurde. Die Planungen reichen bis in das Jahr 1908 zurück, als der „Verein für Kempten und das Allgäu zur Errichtung eines Denkmals für Weiland König Ludwig II. von Bayern e.V.“ gegründet wurde. Der Erste Weltkrieg und die starke Inflation verzögerten die Verwirklichung der Gedenkstätte.
Die Pläne wurden mehrfach geändert. Zunächst war ein kleines freistehendes Büstendenkmal, später eine überlebensgroße Statue beabsichtigt; schließlich wurde daraus eine „kleine Walhalla“ mit einer Büste (Zitat von Makarius Müller, 1933), da die Umgebung die Harmonie eines freistehenden Denkmals gestört hätte.
Zum 40. Todestag des Königs im Jahr 1926 wurden die Pläne wieder aktiv aufgenommen, 1932 konnte der Bau des tempelartigen Bauwerks begonnen werden. Am 16. Juli 1933 wurde die Bronzebüste unter dem Protektorat des Kronprinzen Rupprecht von Bayern mit einer nationalsozialistisch geprägten Rede enthüllt. Die heroische Büste des Königs auf dem Marmorsockel stammt vom Grönenbacher Bildhauer Ludwig Eberle.